# Neumatique
Le style neumatique est un degré d'ornementation du plain-chant, où une syllabe est supportée par un (ou deux) neume(s) de deux ou trois notes.
Ce style articule les syllabes des mots importants au moyen de neumes de deux ou trois notes, parfois plus, parfois moins. La présence de neumes composés est encore rare. Ce style est rarement pur. Dans le style neumatique, il y a pratiquement toujours des syllabes faibles qui ne reçoivent qu'un simple punctum, voire des passages partiellement psalmodiques (mais dans ce cas, la teneur est généralement ornée). Inversement, certains développements dépassent nettement le cadre du "un ou deux neumes", et préfigurent le style mélismatique.
Ce style se rencontre typiquement pour les Introïts (où il est généralement très orné), les communions, ou les antiennes du Magnificat dans l'antiphonaire.
Exemple de style neumatique (encore partiellement syllabique) : Antienne du Magnificat (lundi):
Exemple plus orné (avec mélisme sur le "te") : Gloria ad lib. iii: